# ماتياس غارسيا (لاعب كرة قدم)
ماتياس غارسيا (بالإسبانية: Matías García) هو لاعب كرة قدم أرجنتيني، ولد في 16 يناير 1983 في مندوزا في الأرجنتين. لعب مع أتليتيكو توكومان.

## وصلات خارجية
- ماتياس غارسيا (لاعب كرة قدم) على موقع قاعدة بيانات كرة القدم.إي يو (الإنجليزية)
- ماتياس غارسيا (لاعب كرة قدم) على موقع Soccerway.com (الإنجليزية)
- ماتياس غارسيا (لاعب كرة قدم) على موقع عالم كرة القدم.نت (الإنجليزية)